# Undead Fairy Tales
Undead Fairytales – komiks autorstwa Darii Maj, pierwszy zeszyt ukazał się w 2007 nakładem wydawnictwa Studio JG.

## Fabuła
Akcja rozgrywa się po III Wojnie Światowej. Para głównych bohaterów to rodzeństwo wampirów - Charlotta de Lacord Maison i Christian Maison. Pierwszy tom jest jedynie wstępem do realiów świata Undead Fairytales. Fabuła to tylko pretekst do przedstawienia bohaterów i ich wzajemnych relacji. 

## Bohaterowie
- Charlotta de Lacord Maison - wampirzyca o wyglądzie 12-letniej dziewczynki, rozpieszczona. Charlotta cierpi na rozdwojenie jaźni, co ma swoje źródła w okolicznościach w jakich została zamieniona w wampira
- Christian Maison - wampir, wysoki, o czarnych włosach. Posiada tzw. mroczne oko, które umożliwia mu widzenie duchów i zjaw.